# Чемпионат КОНКАКАФ среди молодёжных команд 2017
Чемпионат КОНКАКАФ среди молодёжных команд 2017 — 26-й розыгрыш чемпионата КОНКАКАФ среди молодёжных команд с момента его появления и 5-й розыгрыш с момента принятия нынешнего формата, который проходил с 17 февраля по 5 марта 2017 года в Коста-Рике. Молодёжный чемпионат КОНКАКАФ определил 4 команды из КОНКАКАФ, которые приняли участие в молодёжном чемпионате мира 2017 в Республике Корея. Также 2 лучших команды чемпионата из Карибского региона квалифицировались для участия в футбольном турнире Игр Центральной Америки и Карибского бассейна 2018.

## Участники
4 команды прошли отбор через отборочный турнир в Центральной Америке и 5 — через отборочный турнир в Карибской зоне.
| Команда                                                                     | Отбор                                      | Участие                 | Лучшие результаты                                                                      | Участий в молодёжном чемпионате мира |
| Североамериканская зона                                                     | Североамериканская зона                    | Североамериканская зона | Североамериканская зона                                                                | Североамериканская зона              |
| --------------------------------------------------------------------------- | ------------------------------------------ | ----------------------- | -------------------------------------------------------------------------------------- | ------------------------------------ |
| Канада                                                                      | Автоматически                              | 22-е                    | Чемпион (1986, 1996)                                                                   | 8                                    |
| Мексика (действующий победитель)                                            | Автоматически                              | 25-е                    | Чемпион (1962, 1970, 1973, 1974, 1976, 1978, 1980, 1984, 1990, 1992, 2011, 2013, 2015) | 14                                   |
| США                                                                         | Автоматически                              | 23-е                    | Второе место (1980, 1982, 1986, 1992, 2009, 2013)                                      | 14                                   |
| Команды, отобравшиеся через отборочный турнир в Центральноамериканской зоне |                                            |                         |                                                                                        |                                      |
| Коста-Рика                                                                  | Хозяин                                     | 19-е                    | Чемпион (1988, 2009)                                                                   | 8                                    |
| Гондурас                                                                    | Первое место                               | 18-е                    | Чемпион (1982, 1994)                                                                   | 5                                    |
| Сальвадор                                                                   | Второе место                               | 16-е                    | Чемпион (1964)                                                                         | 1                                    |
| Панама                                                                      | Четвёртое место                            | 10-е                    | Второе место (2015)                                                                    | 5                                    |
| Команды, отобравшиеся через отборочный турнир в Карибской зоне              |                                            |                         |                                                                                        |                                      |
| Антигуа и Барбуда                                                           | Победитель группы A                        | 3-е                     | Первый раунд (1980, 1986)                                                              | Не участвовала                       |
| Бермудские Острова                                                          | Второе место в группе A                    | 12-е                    | Второй раунд (1974, 1980)                                                              | Не участвовала                       |
| Гаити                                                                       | Победитель группы B                        | 8-е                     | Второй раунд (1978)                                                                    | Не участвовала                       |
| Тринидад и Тобаго                                                           | Второе место в группе B                    | 19-е                    | Второе место (1990)                                                                    | 2                                    |
| Сент-Китс и Невис                                                           | Лучшая команда среди занявших третье место | 2-е                     | Первый раунд (2007)                                                                    | Не участвовала                       |

Примечание: для турниров между 1998 и 2007 годами нет победителей и вторых мест.

Жирным шрифтом показано то, что соответствующая команда была хозяином турнира.

1. ↑  28 октября 2016 года ФИФА приостановила членство Национальной федерации футбола Гватемалы из-за вмешательства в её деятельность со стороны правительства Гватемалы. Пока отстранение не будет снято, командам Гватемалы не разрешалось участвовать в международных соревнованиях[1]. КОНКАКАФ установил предельный срок — 20 ноября 2016 года — для отмены отстранения, иначе Гватемала была бы дисквалифицирована с молодёжного чемпионата КОНКАКАФ 2017, и замена команды или пересмотр формата турнира обсуждались бы после того, как крайний срок прошёл[2]. 22 ноября КОНКАКАФ объявила, что Панама, занявшая четвёртое место в квалификации в зоне Центральной Америки, займет место Гватемалы, занявшей третье места в квалификации в зоне Центральной Америки[3].

## Стадионы
| Национальный стадион                  | Рикардо Саприсса    |
|                                       |                     |
| Вместимость: 35 175                   | Вместимость: 23 112 |
| Национальный стадион Рикардо Саприсса |                     |

## Жеребьёвка
Жеребьёвка группового этапа состоялась 29 ноября 2016 года в 18:00 местного времени (UTC−6) на Национальном стадионе в Сан-Хосе, Коста-Рика, и транслировалась в прямом эфире через сайт CONCACAF.com.
В отличие от предыдущих турниров, на групповом этапе 12 сборных были разделены на три группы из четырёх команд. Соответственно, на жеребьёвке сборные были распределены по четырём корзинам. В первую корзину были определены:
- Мексика, как чемпион КОНКАКАФ 2015, была сеяна в позиции A1;
- США, как лучшая команда из КОНКАКАФ на чемпионате мира 2015, были сеяны в позиции B1;
- Коста-Рика, как страна-хозяйка, была сеяна в позиции C1.

Остальные девять команд были распределены по оставшимся трём корзинам согласно географическим и спортивным критериям.
| Корзина 1                    | Корзина 2                       | Корзина 3                            | Корзина 4                                                    |
| ---------------------------- | ------------------------------- | ------------------------------------ | ------------------------------------------------------------ |
| - Мексика - США - Коста-Рика | - Панама - Гондурас - Сальвадор | - Канада - Тринидад и Тобаго - Гаити | - Антигуа и Барбуда - Бермудские Острова - Сент-Китс и Невис |

Лучшие две сборные из каждой группы на групповом этапе проходят в классификационный этап, где шесть сборных делятся на две группы из трёх команд. Победители и команды, занявшие вторые места, в одних группах на групповом этапа затем на классификационном этапе распределялись в разные группы случайным образом.
Лучшие две сборные из каждой группы на классификационном этапе квалифицируются на чемпионат мира среди молодёжных команд 2017, а победители групп также выходят в финал, чтобы определить чемпиона КОНКАКАФ среди молодёжных команд.

## Групповой этап
Лучшие две сборные из каждой группы проходят в классификационный этап.
Критерии определения места команды в случае равенства очков
Если после окончания матчей в группе две или более команд набирали бы одинаковое количество очков (включая сравнение показателей между третьими командами), способ, по которому команды проходили в следующий раунд, решался следующим образом и в указанном порядке:
1. Большее количество очков в матчах между командами.
2. Большая разница голов в матчах между командами (если две или более команд финишировали бы с равным количеством очков).
3. Большее количество голов, забитых в матчах между командами (если две или более команд финишировали бы с равным количеством очков).
4. Большая разница голов во всех групповых матчах.
5. Большее количество голов, забитых во всех групповых матчах.
6. Жребий.

Время начала матчей местное, UTC−6.

### Группа A
| Команда           | И | В | Н | П | М     | ±  | О |
| ----------------- | - | - | - | - | ----- | -- | - |
| Мексика           | 3 | 3 | 0 | 0 | 9 − 0 | +9 | 9 |
| Гондурас          | 3 | 2 | 0 | 1 | 5 − 2 | +3 | 6 |
| Канада            | 3 | 1 | 0 | 2 | 2 − 6 | -4 | 3 |
| Антигуа и Барбуда | 3 | 0 | 0 | 3 | 1 − 9 | -8 | 0 |

| Тибас 17 февраля 2017 17:30 | \| Гондурас \| 1:0 Отчёт \| Канада \| \| Альварес 77′ \| Голы \| \| | Рикардо Саприсса Судья: Оскар Рейна |
| Гондурас                    | 1:0 Отчёт                                                           | Канада                              |
| Альварес 77′                | Голы                                                                |                                     |

| Тибас 17 февраля 2017 20:00           | \| Мексика \| 3:0 Отчёт \| Антигуа и Барбуда \| \| Сиснерос 2′, 45+1′ · Аллен 15′ (авт.) \| Голы \| \| | Рикардо Саприсса Судья: Хавьер Сантос |
| Мексика                               | 3:0 Отчёт                                                                                              | Антигуа и Барбуда                     |
| Сиснерос 2′, 45+1′ · Аллен 15′ (авт.) | Голы                                                                                                   |                                       |

| Сан-Хосе 20 февраля 2017 17:00 | \| Антигуа и Барбуда \| 1:4 Отчёт \| Гондурас \| \| Уайлдин 57′ \| Голы \| Джар. Стивенс 8′ (авт.) · Мартинес 47′ · Вуэльто 60′ · Альварес 83′ \| | Национальный стадион Судья: Хафет Переа                             |
| Антигуа и Барбуда              | 1:4 Отчёт | Гондурас                                                            |
| Уайлдин 57′                    | Голы | Джар. Стивенс 8′ (авт.) · Мартинес 47′ · Вуэльто 60′ · Альварес 83′ |

| Сан-Хосе 20 февраля 2017 19:30                               | \| Мексика \| 5:0 Отчёт \| Канада \| \| Кордова 36′ · Сиснерос 40′, 65′ · Самудио 82′ · Агирре 90+2′ \| Голы \| \| | Национальный стадион Судья: Марлон Мехия |
| Мексика                                                      | 5:0 Отчёт | Канада                                   |
| Кордова 36′ · Сиснерос 40′, 65′ · Самудио 82′ · Агирре 90+2′ | Голы |                                          |

| Тибас 23 февраля 2017 14:30 | \| Антигуа и Барбуда \| 0:2 Отчёт \| Канада \| \| \| Голы \| Твардек 23′ · Хундал 90′ \| | Рикардо Саприсса Судья: Оскар Рейна |
| Антигуа и Барбуда           | 0:2 Отчёт                                                                                | Канада                              |
|                             | Голы                                                                                     | Твардек 23′ · Хундал 90′            |

| Тибас 23 февраля 2017 17:00 | \| Мексика \| 1:0 Отчёт \| Гондурас \| \| Сиснерос 67′ \| Голы \| \| | Рикардо Саприсса Судья: Исмаил Эльфат |
| Мексика                     | 1:0 Отчёт                                                            | Гондурас                              |
| Сиснерос 67′                | Голы                                                                 |                                       |

### Группа B
| Команда           | И | В | Н | П | М      | ±   | О |
| ----------------- | - | - | - | - | ------ | --- | - |
| Панама            | 3 | 3 | 0 | 0 | 8 − 1  | +7  | 9 |
| США               | 3 | 2 | 0 | 1 | 8 − 3  | +5  | 6 |
| Гаити             | 3 | 1 | 0 | 2 | 7 − 8  | -1  | 3 |
| Сент-Китс и Невис | 3 | 0 | 0 | 3 | 2 − 13 | -11 | 0 |

| Тибас 18 февраля 2017 12:00 | \| Сент-Китс и Невис \| 1:5 Отчёт \| Гаити \| \| Саттон 54′ \| Голы \| Санон 5′ · Шеврёй 24′ · Кампуа 48′ · Дезире 86′ · Дамюс 90+4′ \| | Рикардо Саприсса Судья: Дрю Фишер                             |
| Сент-Китс и Невис           | 1:5 Отчёт | Гаити                                                         |
| Саттон 54′                  | Голы | Санон 5′ · Шеврёй 24′ · Кампуа 48′ · Дезире 86′ · Дамюс 90+4′ |

| Тибас 18 февраля 2017 14:30 | \| США \| 0:1 Отчёт \| Панама \| \| \| Голы \| Л. Авила 37′ \| | Рикардо Саприсса Судья: Армандо Кастро |
| США                         | 0:1 Отчёт                                                      | Панама                                 |
|                             | Голы                                                           | Л. Авила 37′                           |

| Сан-Хосе 21 февраля 2017 14:00                        | \| Панама \| 4:0 Отчёт \| Сент-Китс и Невис \| \| Андраде 39′ · Л. Авила 48′ · Р. Авила 57′ (пен.), 65′ \| Голы \| \| | Национальный стадион Судья: Хенри Бехарано |
| Панама                                                | 4:0 Отчёт | Сент-Китс и Невис                          |
| Андраде 39′ · Л. Авила 48′ · Р. Авила 57′ (пен.), 65′ | Голы |                                            |

| Сан-Хосе 21 февраля 2017 16:30                | \| США \| 4:1 Отчёт \| Гаити \| \| Леннон 28′ (пен.), 53′, 58′ · де ла Торре 52′ \| Голы \| Деде 15′ \| | Национальный стадион Судья: Валдин Лиджистер |
| США                                           | 4:1 Отчёт                                                                                               | Гаити                                        |
| Леннон 28′ (пен.), 53′, 58′ · де ла Торре 52′ | Голы | Деде 15′                                     |

| Тибас 24 февраля 2017 14:00                    | \| Панама \| 3:1 Отчёт \| Гаити \| \| Р. Авила 12′ (пен.), 73′ (пен.) · Л. Авила 88′ \| Голы \| Дезире 36′ \| | Рикардо Саприсса Судья: Армандо Кастро |
| Панама                                         | 3:1 Отчёт | Гаити                                  |
| Р. Авила 12′ (пен.), 73′ (пен.) · Л. Авила 88′ | Голы | Дезире 36′                             |

| Тибас 24 февраля 2017 16:30               | \| США \| 4:1 Отчёт \| Сент-Китс и Невис \| \| Леннон 16′ · Льюис 20′ · Сауседо 35′, 41′ \| Голы \| Мартин 77′ \| | Рикардо Саприсса Судья: Марлон Мехия |
| США                                       | 4:1 Отчёт | Сент-Китс и Невис                    |
| Леннон 16′ · Льюис 20′ · Сауседо 35′, 41′ | Голы | Мартин 77′                           |

### Группа C
| Команда            | И | В | Н | П | М     | ±  | О |
| ------------------ | - | - | - | - | ----- | -- | - |
| Сальвадор          | 3 | 2 | 0 | 1 | 5 − 3 | +2 | 6 |
| Коста-Рика         | 3 | 2 | 0 | 1 | 3 − 2 | +1 | 6 |
| Тринидад и Тобаго  | 3 | 1 | 1 | 1 | 3 − 3 | 0  | 4 |
| Бермудские Острова | 3 | 0 | 1 | 2 | 3 − 6 | -3 | 1 |

| Тибас 19 февраля 2017 13:00 | \| Бермудские Острова \| 1:1 Отчёт \| Тринидад и Тобаго \| \| Лоу 69′ \| Голы \| Сент-Илер 23′ \| | Рикардо Саприсса Судья: Эрик Миранда Галиндо |
| Бермудские Острова          | 1:1 Отчёт                                                                                         | Тринидад и Тобаго                            |
| Лоу 69′                     | Голы                                                                                              | Сент-Илер 23′                                |

| Тибас 19 февраля 2017 15:30 | \| Коста-Рика \| 0:1 Отчёт \| Сальвадор \| \| \| Голы \| Домингес 65′ \| | Рикардо Саприсса Судья: Исмаил Эльфат |
| Коста-Рика                  | 0:1 Отчёт                                                                | Сальвадор                             |
|                             | Голы                                                                     | Домингес 65′                          |

| Сан-Хосе 22 февраля 2017 16:30           | \| Сальвадор \| 3:1 Отчёт \| Бермудские Острова \| \| Домингес 21′ · Кастильо 65′ · Ривера 67′ \| Голы \| Бёрчелл 75′ \| | Национальный стадион Судья: Мельвин Матаморос |
| Сальвадор                                | 3:1 Отчёт | Бермудские Острова                            |
| Домингес 21′ · Кастильо 65′ · Ривера 67′ | Голы | Бёрчелл 75′                                   |

| Сан-Хосе 22 февраля 2017 19:00 | \| Коста-Рика \| 1:0 Отчёт \| Тринидад и Тобаго \| \| Леаль 54′ \| Голы \| \| | Национальный стадион Судья: Кевин Моррисон |
| Коста-Рика                     | 1:0 Отчёт                                                                     | Тринидад и Тобаго                          |
| Леаль 54′                      | Голы                                                                          |                                            |

| Сан-Хосе 25 февраля 2017 13:30 | \| Сальвадор \| 1:2 Отчёт \| Тринидад и Тобаго \| \| Контрерас 50′ \| Голы \| Митчелл 47′ · Сент-Илер 72′ \| | Национальный стадион Судья: Эрик Миранда Галиндо |
| Сальвадор                      | 1:2 Отчёт | Тринидад и Тобаго                                |
| Контрерас 50′                  | Голы | Митчелл 47′ · Сент-Илер 72′                      |

| Сан-Хосе 25 февраля 2017 16:00 | \| Коста-Рика \| 2:1 Отчёт \| Бермудские Острова \| \| Тайрелл 43′ (авт.) · Леаль 50′ \| Голы \| Лоу 26′ \| | Национальный стадион Судья: Дрю Фишер |
| Коста-Рика                     | 2:1 Отчёт                                                                                                   | Бермудские Острова                    |
| Тайрелл 43′ (авт.) · Леаль 50′ | Голы | Лоу 26′                               |

## Классификационный этап
Лучшие две сборные из каждой группы квалифицируются на молодёжный чемпионат мира 2017, победители групп также выходят в финал, где определят победителя чемпионата КОНКАКАФ среди молодёжных команд.

### Группа D
| Команда   | И | В | Н | П | М     | ±  | О |
| --------- | - | - | - | - | ----- | -- | - |
| США       | 2 | 2 | 0 | 0 | 3 − 1 | +2 | 6 |
| Мексика   | 2 | 1 | 0 | 1 | 6 − 2 | +4 | 3 |
| Сальвадор | 2 | 0 | 0 | 2 | 2 − 8 | -6 | 0 |

| Тибас 27 февраля 2017 16:00 | \| США \| 1:0 Отчёт \| Мексика \| \| Палмер-Браун 29′ \| Голы \| \| | Рикардо Саприсса Судья: Мельвин Матаморос |
| США                         | 1:0 Отчёт                                                           | Мексика                                   |
| Палмер-Браун 29′            | Голы                                                                |                                           |

| Сан-Хосе 1 марта 2017 16:30                                                | \| Мексика \| 6:1 Отчёт \| Сальвадор \| \| Антуна 10′, 16′, 89′ · Айяла 17′ (авт.) · Агирре 33′ · Сиснерос 78′ (пен.) \| Голы \| Кастильо 65′ \| | Национальный стадион Судья: Хенри Бехарано |
| Мексика                                                                    | 6:1 Отчёт | Сальвадор                                  |
| Антуна 10′, 16′, 89′ · Айяла 17′ (авт.) · Агирре 33′ · Сиснерос 78′ (пен.) | Голы | Кастильо 65′                               |

| Сан-Хосе 3 марта 2017 17:30 | \| США \| 2:1 Отчёт \| Сальвадор \| \| Сабби 18′ · Уильямсон 25′ \| Голы \| Маркес 35′ \| | Национальный стадион Судья: Хафет Переа |
| США                         | 2:1 Отчёт                                                                                 | Сальвадор                               |
| Сабби 18′ · Уильямсон 25′   | Голы                                                                                      | Маркес 35′                              |

### Группа E
| Команда    | И | В | Н | П | М     | ±  | О |
| ---------- | - | - | - | - | ----- | -- | - |
| Гондурас   | 2 | 2 | 0 | 0 | 4 − 1 | +3 | 6 |
| Коста-Рика | 2 | 0 | 1 | 1 | 2 − 3 | -1 | 1 |
| Панама     | 2 | 0 | 1 | 1 | 1 − 3 | -2 | 1 |

| Тибас 27 февраля 2017 18:30 | \| Панама \| 0:2 Отчёт \| Гондурас \| \| \| Голы \| Вуэльто 6′ · Альварес 81′ \| | Рикардо Саприсса Судья: Исмаил Эльфат |
| Панама                      | 0:2 Отчёт                                                                        | Гондурас                              |
|                             | Голы                                                                             | Вуэльто 6′ · Альварес 81′             |

| Сан-Хосе 1 марта 2017 19:00 | \| Гондурас \| 2:1 Отчёт \| Коста-Рика \| \| Мальдонадо 49′ · Грант 70′ \| Голы \| Рейес 47′ \| | Национальный стадион Судья: Эрик Миранда Галиндо |
| Гондурас                    | 2:1 Отчёт                                                                                       | Коста-Рика                                       |
| Мальдонадо 49′ · Грант 70′  | Голы                                                                                            | Рейес 47′                                        |

| Сан-Хосе 3 марта 2017 20:00 | \| Панама \| 1:1 Отчёт \| Коста-Рика \| \| Инестроса 57′ \| Голы \| Леаль 9′ \| | Национальный стадион Судья: Дрю Фишер |
| Панама                      | 1:1 Отчёт                                                                       | Коста-Рика                            |
| Инестроса 57′               | Голы                                                                            | Леаль 9′                              |

## Финал
Согласно регламенту турнира в случае ничейного результата в основное время команды проводят серию послематчевых пенальти без дополнительного времени.
| Сан-Хосе 5 марта 2017 15:00                   | \| США \| 0:0 п. 5 : 3 Отчёт \| Гондурас \| \| Леннон · Крафт · Сабби · де ла Торре · Акоста \| Пенальти \| Альварес · Мартинес · Грант · Флорес \| | Национальный стадион Судья: Хенри Бехарано |
| США                                           | 0:0 п. 5 : 3 Отчёт | Гондурас                                   |
| Леннон · Крафт · Сабби · де ла Торре · Акоста | Пенальти | Альварес · Мартинес · Грант · Флорес       |

## Чемпион
| Победитель чемпионата КОНКАКАФ среди молодёжных команд 2017 |
| ----------------------------------------------------------- |
| США Первый титул                                            |

## Награды турнира
Награды были вручены по окончании турнира.

### Символическая сборная
Вратарь
- Джонатан Клинсманн

Защитники
- Марлон Фосси
- Эдсон Альварес
- Джастен Глэд
- Андрес Андраде

Полузащитники
- Уриэль Антуна
- Хорхе Альварес
- Эрик Палмер-Браун
- Брукс Леннон
- Рандаль Леаль

Нападающие
- Рональдо Сиснерос

### Индивидуальные награды
«Золотой мяч» (лучший игрок турнира)
- Эрик Палмер-Браун

«Золотая бутса» (лучший бомбардир)
- Рональдо Сиснерос (6 мячей)

«Золотая перчатка» (лучший вратарь)
- Джонатан Клинсманн

Приз «Честной игры»
- Мексика

## Лучшие бомбардиры
6 голов
| - Рональдо Сиснерос |

4 гола
| - Рикардо Авила | - Брукс Леннон |

3 гола
| - Хорхе Альварес - Рандаль Леаль | - Уриэль Антуна - Леандро Авила |

## Команды, получившие право на участие в молодёжном чемпионате мира 2017
Четыре полуфиналиста турнира отобрались на молодёжный чемпионат мира 2017 в Республике Корея:
- США
- Гондурас
- Мексика
- Коста-Рика

## Команды, получившие право на участие в футбольном турнире Игр Центральной Америки и Карибского бассейна 2018
Две лучших команды турнира из Карибского региона отобрались на футбольный турнир Игр Центральной Америки и Карибского бассейна 2018 в Барранкилье:
- Тринидад и Тобаго
- Гаити